# 24 cm Kanone 3
24 cm Kanone 3 — немецкая 240-мм полустационарная пушка особой мощности, использовавшаяся во Второй мировой войне 1-м дивизионом 84-го артиллерийского полка (Artillerie-Regiment 84). 
Четыре единицы Kanone 3 были на службе, когда Нацистская Германия вторглась в Польшу, приписанная к первым двум батареям 1-го дивизиона 84-го артиллерийского полка. Во Французской кампании дивизион всё ещё имел только четыре пушки. В ходе операции «Барбаросса» все три батареи были оснащены по две пушки на батарею. Эта ситуация не менялась в течение последующих двух лет.

## История и конструкция
Конструкция пушки Kanone 3 не представляла собой ничего инновационного, чего нельзя было сказать о лафете. Конструкторы Рейнметалла (Rheinmetall) уделили большое внимание простоте сборки. Для этого не требовался кран, потому что при сборке орудия на боевой позиции использовались электрические лебёдки, установленные на лафете, для протягивания различных частей через систему наклонных пандусов, направляющих и посадочных полос. В орудии применена система двойного отката Rheinmetall, впервые применённую в тяжёлой гаубице 21 cm Mrs.18. Ствол обычно отскакивал в своей люльке, но, кроме того, весь верхний лафет, который нёс ствол и её люльку, отскакивал через основную часть лафета. Эта система подавляла силу отдачи и создавала очень устойчивую платформу для стрельбы.
Kanone 3 было гигантским орудием, которое перевозилось шестью частями. Оно состояло из огневой платформы, лафета, люльки, ствола, казённой части и электрического генератора.
Вермахт не был доволен работой Kanone 3: 

Считалось, что он тратил время и силы, транспортные меры были громоздкими, а производительность не считалась соразмерной размеру оружия.— 
 Это привело к экспериментам Krupp и Rheinmetall по усовершенствованию снарядов и орудия. Они включали «предварительно нарезанные» снаряды, которые не показали значительного улучшения, сжимаемое дуло, подкалиберные боеприпасы и даже гладкоствольную версию. Ничто из этого не вышло за пределы экспериментальной стадии.

## Производство[6]
К сентябрю 1939 года было изготовлено 4 пушки. В сентябре две из них вышли из строя и только в марте 1940 года вернулись из ремонта. В июле, августе и декабре 1940 года было сдано по одному орудию. На 1 июня 1941 года на вооружении находилось 6 пушек, поскольку одно орудие в декабре 1940 года убыло в ремонт. Еще одну пушку сдали в июне 1941 года. В сентябре две пушки были потеряны. В мае, июле, сентябре и ноябре 1942 года выпустили по одной пушке. В 1943 году их не производили. Последние два орудия были изготовлены в 1944 году. Итоговый выпуск составил 14 пушек К 3.